# Beverly Aadland
Beverly Aadland, född den 16 september 1942 i Los Angeles, Kalifornien, död den 5 januari 2010 i Lancaster, Kalifornien, var en amerikansk skådespelare aktiv på 1950-talet. Hon hade i tonåren ett förhållande med den mycket äldre Errol Flynn. Aadland avled den 5 januari 2010, efter en tids sjukdom.

## Filmografi
- En handelsresandes död (1951)
- Marjorie Morningstar (1958) (ej krediterad)
- Too Much, Too Soon (1958) (ej krediterad)
- South Pacific (1958)
- Cuban Rebel Girls (1959)